# Olympische Sommerspiele 1948/Teilnehmer (Panama)
| Gelbes Symbol für Goldmedaillen mit stilisierten Olympischen Ringen | Graues Symbol für Silbermedaillen mit stilisierten Olympischen Ringen | Braundes Symbol für Bronzemedaillen mit stilisierten Olympischen Ringen |
| ------------------------------------------------------------------- | --------------------------------------------------------------------- | ----------------------------------------------------------------------- |
| —                                                                   | —                                                                     | 2                                                                       |

Panama nahm an den Olympischen Sommerspielen 1948 in London, England, mit einem Sportler teil.

## Medaillengewinner

### Bronze
| Name          | Sportart       | Wettkampf             |
| ------------- | -------------- | --------------------- |
| Lloyd LaBeach | Leichtathletik | 100 Meter & 200 Meter |

## Teilnehmer nach Sportarten

### Leichtathletik
- Lloyd LaBeach
100 Meter: Bronze 
200 Meter: Bronze